# Othelosoma impensum
Othelosoma impensum ist eine Art der Landplanarien in der Unterfamilie Microplaninae. Die Art wurde auf der Insel São Tomé gefunden.

## Merkmale
Othelosoma impensum hat einen länglichen Körper, der eine Länge von ca. 34 Millimetern erreicht. Die Rückenfärbung ist blassgelb bis dunkelgrün. Entlang des Körpers verlaufen zwei schmutzig-weiße bis hellgrüne Längsbanden, die in der Mittellinie des Rückens durch einen schmalen dunkelgrünen Streifen getrennt sind. Das Vorderende zeigt eine blasse Orangefärbung. Die Bauchseite ist weiß bis hellgrün gefärbt. Die Art hat eine schmale Kriechsohle, die ein Viertel der Körperbreite ausmacht. Am Vorderende befinden sich zwei gut entwickelte Augen.
Der Kopulationsapparat weist eine kurze Penispapille mit rückenseitig verlagerten Samenleitern auf. Die Bursa copulatrix hat eine vaginale Öffnung.

## Verbreitung
Othelosoma impensum wurde in einem Gebirge im südlichen Teil der Insel São Tomé, die zum Staat São Tomé und Príncipe gehört, gefunden.

## Etymologie
Das Artepitheton leitet sich vom lateinischen Wort impensus (dt. bedeutend, groß) ab.